# Turkisk gulros
Turkisk gulros (Rosa foetida) är en rosväxtart som beskrevs av J. Herrm.. Turkisk gulros ingår i släktet rosor, och familjen rosväxter. Utöver nominatformen finns också underarten R. f. persiana.